# ひゃこるネットみすみ
ひゃこるネットみすみは、島根県浜田市（三隅地区）をエリアとしていた公設（浜田市）のケーブルテレビ局である。別称は浜田市三隅ケーブルテレビ（はまだしみすみケーブルテレビ）。

## 所在地
- 放送センター - 島根県浜田市三隅町古市場589番地

## 沿革
- 2005年（平成17年）
  - 4月1日 - 開局。当時は三隅町営であった。
  - 7月31日 - 国際教育チャンネル（NIMEワールド）の放送終了に伴い、再送信も終了。
  - 10月1日 - 三隅町が新設（対等）合併により浜田市となった為、運営も浜田市営となる。
- 2007年（平成19年）12月1日 - 地上デジタル放送を開始（NHK松江総合・NHK松江教育・山陰放送・山陰中央テレビ・日本海テレビ）。同時に自主放送のデジタル放送を開始。
- 2008年（平成20年）10月6日 - JC-HITSを導入。
- 2010年（平成22年）4月1日 - 山陰放送等との協議により、テレビ朝日系列局を山口朝日放送から広島ホームテレビへ変更。
- 2021年（令和3年）2月1日 - 石見ケーブルビジョンと放送サービスを共通化[1]。
- 2023年（令和5年）3月31日 - この日をもって閉局。すべての提供サービスを石見ケーブルビジョンに移行[2]。

## サービスエリア
- 島根県浜田市（旧三隅町域）
  - 番組は石見ケーブルビジョンから配信されている。

## 主な放送チャンネル

### 地上波系列別再放送局
| NHK-G   | NHK-E   | NNN/NNS      | ANN              | JNN      | TXN | FNN/FNS            | JAITS |
| ------- | ------- | ------------ | ---------------- | -------- | --- | ------------------ | ----- |
| NHK松江 | NHK松江 | 日本海テレビ | 広島ホームテレビ | 山陰放送 |     | さんいん中央テレビ |       |

### テレビ局
| デジタル（ID） | 放送局             |
| -------------- | ------------------ |
| 011(1)         | 日本海テレビ       |
| 021(2)         | NHK松江Eテレ       |
| 031(3)         | NHK松江総合        |
| 051(5)         | 広島ホームテレビ   |
| 061(6)         | BSSテレビ          |
| 081(8)         | さんいん中央テレビ |
| 111(11)        | いわみる1          |
| 112            | いわみる2          |
| 121(12)        | 防災チャンネル     |
| 122            | 行政情報チャンネル |

STBで視聴するBS放送
| デジタル（ID） | 放送局                 |
| -------------- | ---------------------- |
| 101(1)         | NHK BS1                |
| 103(3)         | NHK BSプレミアム       |
| 141(4)         | BS日テレ               |
| 151(5)         | BS朝日                 |
| 161(6)         | BS-TBS                 |
| 171(7)         | BSテレ東               |
| 181(8)         | BSフジ                 |
| 191-193(9)     | WOWOW                  |
| 200(10)        | スター・チャンネル     |
| 211(11)        | BS11イレブン           |
| 222(12)        | BS12トゥエルビ         |
| 231            | BS放送大学テレビ       |
| 232            | BS放送大学テレビ(サブ) |
| 531            | 放送大学ラジオ         |

STBで視聴するCS放送
| デジタル | 放送局                 |
| -------- | ---------------------- |
| J510     | ショップチャンネル     |
| J511     | QVC                    |
| J524     | 囲碁・将棋チャンネル   |
| J533     | J SPORTS 4             |
| J534     | スカイA                |
| J535     | GAORA SPORTS           |
| J537     | ゴルフネットワーク     |
| J541     | 釣りビジョン           |
| J546     | WOWOWプラス            |
| J551     | ファミリー劇場         |
| J552     | 日本映画専門チャンネル |
| J553     | 時代劇専門チャンネル   |
| J555     | スーパー!ドラマTV      |
| J563     | 衛星劇場               |
| J564     | 東映チャンネル         |
| J570     | スペースシャワーTV     |
| J571     | Mnet                   |
| J574     | 歌謡ポップスチャンネル |
| J581     | キッズステーション     |
| J582     | アニマックス           |
| J583     | アニメシアターX        |
| J598     | ヒストリーチャンネル   |
| J820     | グリーンチャンネル     |
| J821     | グリーンチャンネル2    |

- 地上デジタルテレビジョン放送はパススルー方式のため、地上デジタル対応テレビまたはチューナーであれば視聴可能。
- 光サービス切り替え後はBSデジタル放送の全てのチャンネルがBS-IFパススルー方式で提供される為、BS234ch以降のチャンネルは市販のBSチューナー内蔵機器のみで視聴する。
- CSデジタル放送はJC-HITSを導入している。
- ラジオ放送（NHK松江ラジオ第1・第2・BSSラジオ・エフエム山陰）は12chのデータ放送のみの提供。